# Mbale
Mbale es una ciudad ubicada en la Región Oriental de Uganda y es el principal punto comercial del Distrito de Mbale.

## Localización
Mbale está ubicada a 225km al noreste de la capital Kampala y su camino es una autopista de asfalto. Está ubicada a una altitud de 1156 m (3792′ 8″) sobre el nivel del mar.
Sus coordenadas son 1°04'50.0"N, 34°10'30.0"E (Latitud:1.080556; Longitud:34.175000). Por la ciudad pasa la línea ferroviaria que comunica a las ciudades de Tororo y Pakwach. El Mount Elgon, uno de los picos más altos en África Oriental, se ubica a 48km al noreste de Mbale por tierra.

## Población
De acuerdo al censo de 2002 la población de Mbale era de 71,130 habitantes. En 2010 el Uganda Bureau of Statistics (UBOS) estimó la población a 81,900 habitantes. En 2011 el UBOS estimó que la población subió a 91,800 a mitad de año. En 2014 el censo marcó que habían 96,189 habitantes.

## Personas notables
- John Wasikye, Arsobispo anglicano, asesinado durante la Liberación de Kampala el 11 de abril de 1979.
- James Wapakhabulo, Político
- Lydia Wanyoto, abogado, político y diplomático.
- Nathan Nandala Mafabi, contador, abogado y político. Representó al Budadiri County West en el distrito de Sironko en el Parlamento de Uganda de mayo de 2011 hasta enero de 2014, además de líder opositor.
- Walter de Sousa, jugador de hockey sobre hierba de India. Nació en Mbale, Uganda cuando su padre trabajaba bajo al administración colonial.
- Dani Wadada Nabudere (15 de diciembre de 1932 – 9 de noviembre de 2011), fue un académico panafricanista, abogado, político, escritor, experto en ciencias políticas y especialista en desarrollo urbano.
- Gershom Sizomu, primer jefe rabino de Uganda, por la comunidad Abayudaya. Miembro del Parlamento de Uganda por el Norte de Bungokho.